# Holger Buhl Andersen
Holger Buhl Andersen (født 23. marts 1911 i København, død 6. januar 1994) var medlem af HIPO og Lorenzen-gruppen.
Holger Buhl Andersen blev forsøgt likvideret af modstandsmanden Viggo Blædel den 30. april 1945, dog uden held, da Holger Buhl Andersen nåede at dræbe Viggo Blædel først.
Buhl Andersen blev arresteret den 17. juni 1945, og idømt 20 års fængsel i Københavns Byret, 16 års fængsel ved Østre Landsret og 12 års fængsel ved Højesteret. Han blev benådet og løsladt den 5. juni 1949 i forbindelse med grundlovens 100 års jubilæum. Han døde den 6. januar 1994.